# دانشنامه فرهنگ هندواروپایی
دانشنامه فرهنگ هندواروپایی (انگلیسی: Encyclopedia of Indo-European Culture) یا EIEC یک دانشنامه در مورد مطالعات هندواروپایی و مردم نیاهندواروپایی است. این دانشنامه توسط جیمز پاتریک مالری و داگلاس کیو آدامز تألیف شده و در سال ۱۹۹۷ چاپ شده‌است. مقالات باستان‌شناسی توسط مالری، مقالات زبانی توسط آدامز و همچنین افراد برجسته‌ای از دهه ۱۹۹۰ که به عنوان ویراستاران فرعی مشارکت داشته‌اند، نگارش شده‌است.